# 유비트 소서
유비트 소서(jubeat saucer)는 코나미의 비마니 시리즈에 속한 유비트 시리즈의 5번째 작품으로, 2012년 9월 발매로 유비트 시리즈의 최신작품이 되는 유비트 코피어스의 후속이 되었다. 작품의 전반적인 색상 컨셉은 은색, 흰색 계열의 저채도, 고명도 위주다. 일본에서는 2012년 4월 5일부터 4월 8일까지 2차 공개 로케이션 테스트를 진행하였으며, 정식 발매는 2012년 9월 25일자로 확정되었다.(일본기준)

## 게임 테마
유비트 소서에서 메인 테마 소재로 사용되는 것은 받침 접시(saucer)이다. 접시류의 도자기 등이 가지고 있는 색들이 대부분 무채색의 밝은 색이기에 전체적인 색 컨셉도 무채색의 밝은 톤을 잡은 것으로 보인다. 3월 29일날 공개된 유비트 소서의 로고 아트 역시 깨진 유리 모양 형태를 암시하는 선들로 이루어져있다. 초대작인 유비트부터 세 번째 작품인 유비트 니트까지는 그래픽을 이용한 아름다움을 위주로 게임의 인터페이스를 구성해왔으나, 유비트 코피어스 작품부터 전체적인 게임의 인터페이스가 점과 직선 위주로 심플해지고 있다. 이전작인 유비트 코피어스가 점과 선으로 이루어진 일러스트와 인터페이스 위주였다면 이번 작품의 경우 대부분 선 위주의 인터페이스가 주를 이룬다.

## 전작에서 이어지는 것

### 인터페이스
- 게임 중의 화면은 유비트 코피어스와 거의 비슷한 구성.[4]
- 게임 진행시 배경 화면은 유비트 니트와 유비트에서처럼 상하로 열리는 구조이다. 전작인 유비트 코피어스에서는 사방으로 열리는 구조였다.
- 전체적으로 전작과 비슷하게 생겼으나, 애니메이션등이 많이 화려해졌다

### 게임 플레이
- 랭크와 점수 및 엑설런트, 풀콤보 갱신 여부, 라이벌 시스템, 판정은 모두 전작과 동일하다.

### e-AMUSEMENT관련 기능
- 코나미 e-AMUSEMENT의 전자화폐 시스템인 PASELI(파세리)는 그대로 대응된다. PASELI 시스템은 일본에서만 사용 가능하기 때문에 한국에서는 사용 불가능.[5]
- e-AMUSEMENT PASS 카드 대응은 유비트 코피어스와 동일하게 터치 방식.[6]
- 전작에서 플레이어가 갱신한 개인의 기록들은 모두 남는다.

## 새롭게 도입되는 것

### 인터페이스
- 작품이 바뀔때마다 계속 새롭게 만들어진 기본 마커도 이번 작에서 새롭게 바뀌었다. 형태는 유비트 리플즈의 기본 마커와 흡사.[5]
- 그래픽, 엑설런트, 풀콤보 효과 등이 새롭게 바뀌었다. 플레이를 도와주는 아나운서의 보이스는 니트와는 다른 남성의 목소리.

### 게임 플레이
- 어펜드 이벤트를 제외하고 4번째 작품만에 타 비마니 시리즈 게임의 코나미 오리지널 곡이 본 게임에 이식되었다.[7]

### 온라인 업데이트
- 유비트 코피어스에서 수록곡 누락 사태에 의한 온라인 업데이트를 제외하고 수록곡 갱신은 어펜드 시리즈가 유일하였으나, 본 시리즈부터는 매월 온라인 업데이트를 통해 오리지널 곡이 아닌 저작권 곡들의 첨삭이 이루어진다. 리플렉 비트 라임라이트의 시스템을 도입.[5]

## 수록곡
다음 곡들은 2차 로케이션 테스트까지 수록이 확인된 곡들의 목록이다(난이도 항목 괄호 안은 노트수)